# ابزار دقیق در صنعت نفت و گاز
ابزار دقیق در پالایشگاه‌ها مجموعه‌ای از تجهیزات، حسگرها، سیستم‌های پردازش و کنترل هستند که برای اندازه‌گیری، نمایش، تحلیل و کنترل خودکار فرآیندهای مختلف در پالایشگاه‌های نفت به کار می‌روند. این ابزارها نقش کلیدی در بهینه‌سازی عملیات پالایشی، افزایش ایمنی، کاهش خطاهای انسانی و صرفه‌جویی در انرژی دارند.

## اهمیت ابزار دقیق در پالایشگاه
پالایشگاه‌ها با مواد خطرناک، قابل اشتعال و شرایط پیچیده عملیاتی سروکار دارند. استفاده از تجهیز‌های دقیق باعث می‌شود که:
- پارامترهایی مانند دما، فشار، جریان و سطح به‌طور مستمر و دقیق پایش شوند.
- ایمنی کارکنان و تأسیسات تضمین شود.
- مصرف انرژی کنترل‌شده و بهینه باشد.
- کیفیت محصولات نهایی مانند بنزین، گازوئیل و سوخت جت افزایش یابد.

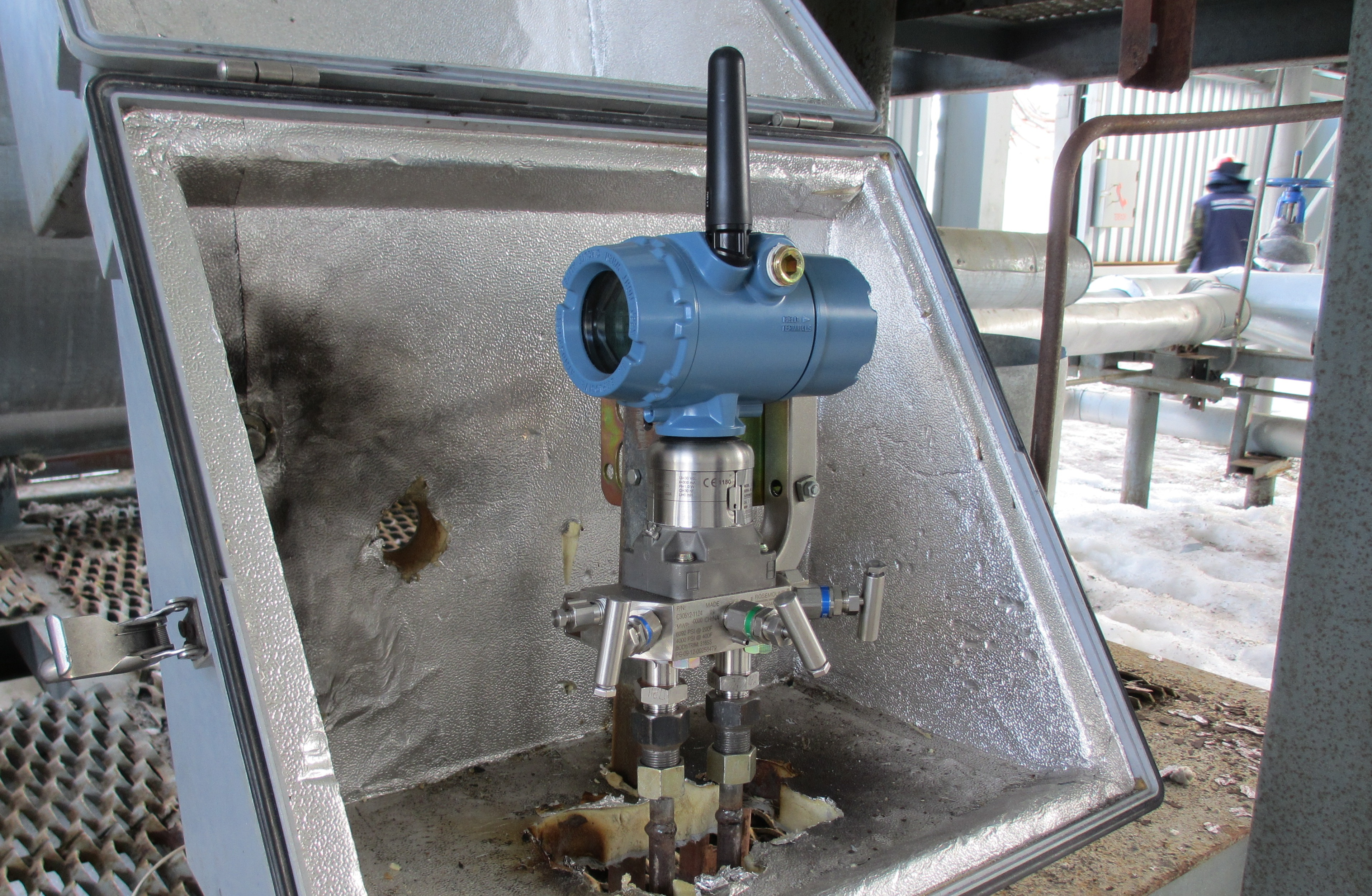
یک حسگر فشار صنعتی بی‌سیم نصب‌شده

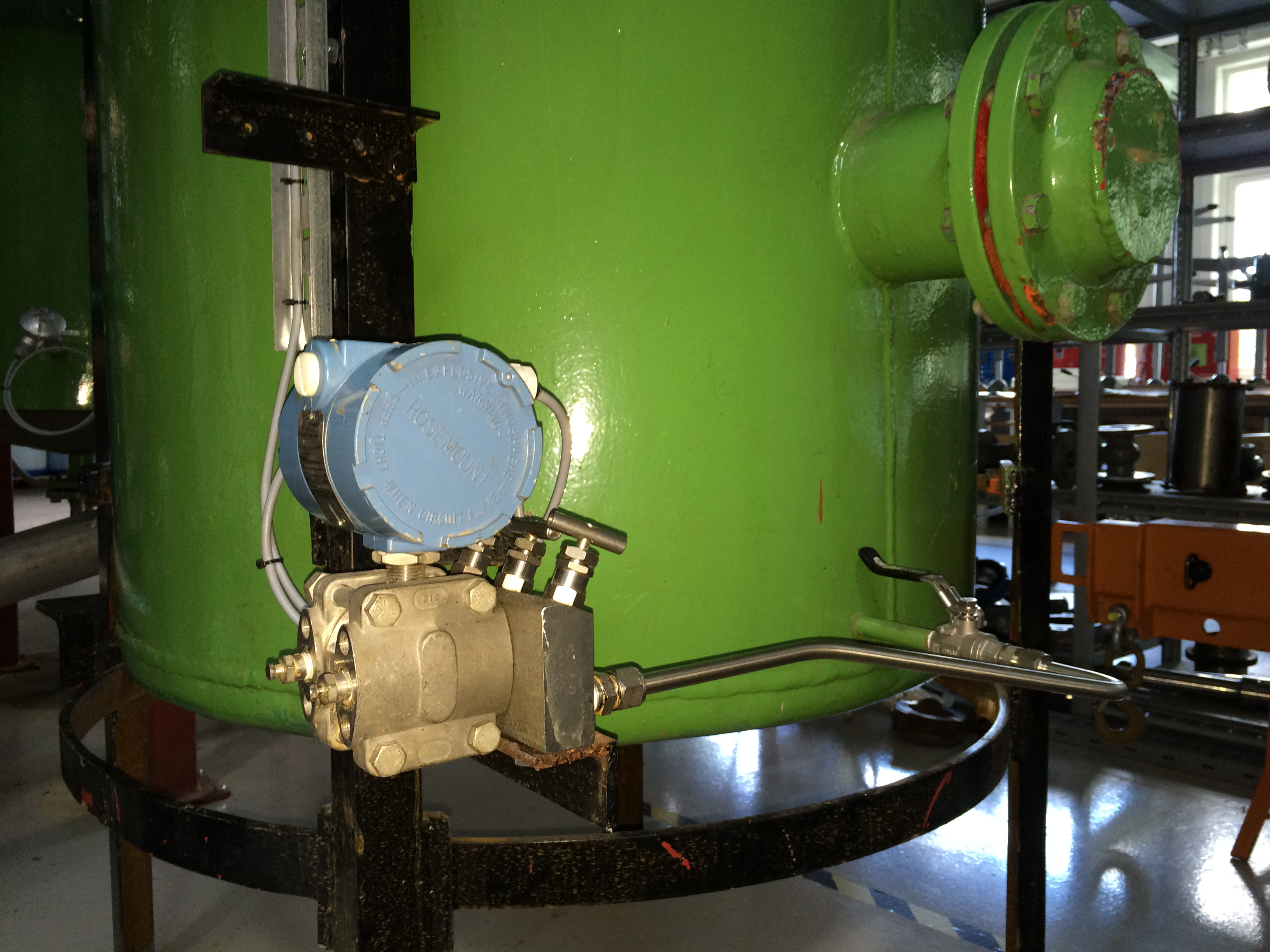
ترانسمیتر اختلاف فشار برای اندازه‌گیری سطح یا فشار سیالات

## اجزای سیستم ابزار دقیق

### حسگرها(Sensors)
حسگرها اطلاعات فیزیکی مانند فشار، دما، سطح و دبی را اندازه‌گیری کرده و به سیگنال الکتریکی تبدیل می‌کنند.
- حسگر فشار
- حسگر دما (ترموکوپل، RTD)
- حسگر سطح (ماهورسنج، لیزری)
- حسگر جریان
- سنسورهای گاز و شعله

### ترانسمیترها(Transmitters)
این تجهیزات وظیفه تقویت و ارسال سیگنال حسگرها را دارند و نقش واسط بین حسگر و کنترلر را ایفا می‌کنند.

### کنترلرها(Controllers)
دستگاه‌هایی مانند PLC و DCS که اطلاعات را پردازش کرده و فرمان‌های کنترلی را برای عملگرها صادر می‌کنند.

### عملگرها(Actuators)
عملگرها با توجه به فرمان کنترلرها، اقدام به باز و بسته کردن شیرآلات، دمپرها و تجهیزات مکانیکی دیگر می‌کنند.

### نمایشگرهاوثبت‌کننده‌ها
برای نمایش لحظه‌ای یا ثبت تاریخچه‌ای داده‌ها از ابزارهایی مانند فشارسنج، ترمومتر، سطح‌سنج و فلومتر استفاده می‌شود.

## مزایای استفاده از ابزار دقیق در پالایشگاه
- کنترل دقیق فرآیندها
- کاهش خطای انسانی
- افزایش بهره‌وری انرژی
- پیشگیری از حوادث
- تضمین کیفیت خروجی‌ها

## تفاوت ابزار دقیق در پالایشگاه و پتروشیمی
در پالایشگاه‌ها تمرکز ابزار دقیق بیشتر بر کنترل پارامترهای فیزیکی نظیر دما و فشار است، در حالی که در پتروشیمی‌ها، کنترل دقیق واکنش‌های شیمیایی و پارامترهای ترکیبی اهمیت بیشتری دارد.

## برندهای رایج در صنعت پالایش
برندهای مطرح ابزار دقیق در پالایشگاه‌ها شامل:

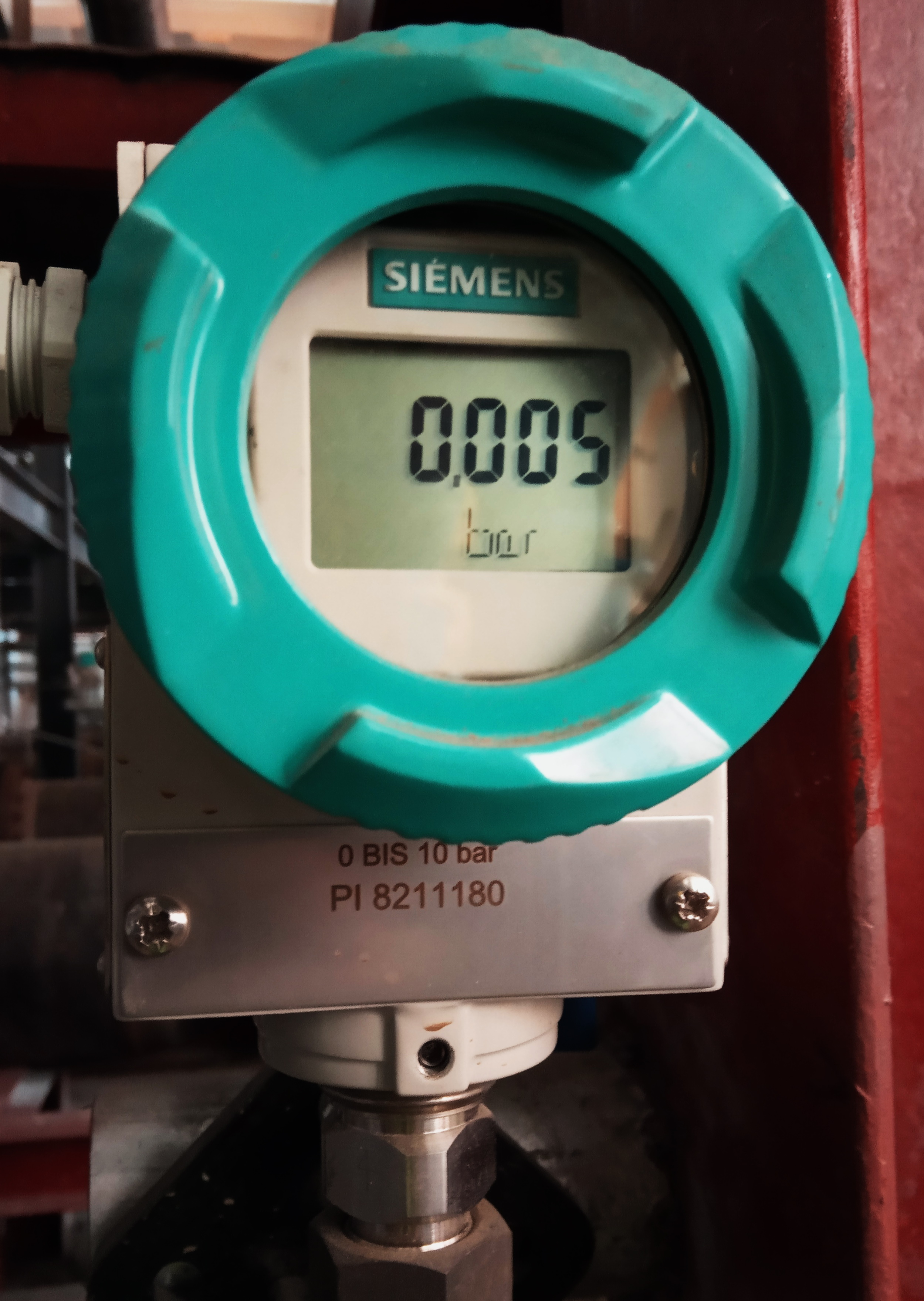
حسگر فشار صنعتی برندی Siemens

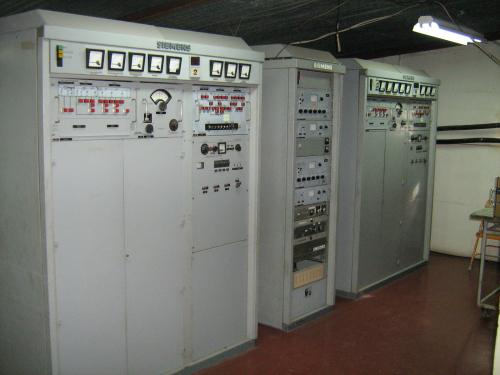
فرستنده/ترانسمیتر Siemens (نمونه صنعتی)

- Yokogawa
- Emerson
- Siemens
- Honeywell
- ABB

## نکات کلیدی در انتخاب تجهیزات ابزار دقیق
- تطابق با شرایط محیطی پالایشگاه (دما، رطوبت، خورندگی)
- دقت بالا و قابلیت کالیبراسیون
- داشتن استانداردهای بین‌المللی (مانند ATEX و IECEx)
- سازگاری با سیستم‌های کنترلی مانند HART و PROFIBUS

## نصب و کالیبراسیون تجهیزات
نصب تجهیزات ابزار دقیق در پالایشگاه‌ها نیازمند رعایت استانداردهای دقیق ایمنی و فنی است. پس از نصب، کالیبراسیون ابزار به‌منظور اطمینان از دقت اندازه‌گیری ضروری است. کالیبراسیون به‌معنای تنظیم دستگاه برای انطباق با مقادیر مرجع استاندارد است. این کار معمولاً در بازه‌های زمانی مشخص و با استفاده از تجهیزات کالیبراسیون مرجع انجام می‌شود.

## چالش‌های بهره‌برداری
در محیط‌های صنعتی مانند پالایشگاه‌ها، عواملی نظیر خوردگی، لرزش، نوسانات دما و وجود گازهای خورنده می‌توانند عملکرد تجهیزات ابزار دقیق را تحت تأثیر قرار دهند. خرابی در یک سنسور یا ترانسمیتر ممکن است باعث ایجاد اختلال در کل فرآیند شود. بنابراین نگهداری پیشگیرانه و پایش مستمر وضعیت تجهیزات از اهمیت بالایی برخوردار است.

## استانداردهای مرتبط
تجهیزات ابزار دقیق باید مطابق با استانداردهای بین‌المللی طراحی، تولید و بهره‌برداری شوند. برخی از این استانداردها عبارت‌اند از:
- استاندارد ISA (انجمن ابزارسازان آمریکا)
- استانداردهای API (مؤسسه نفت آمریکا)
- گواهی‌نامه‌های ATEX (برای محیط‌های انفجاری) و IECEx

این استانداردها تضمین می‌کنند که تجهیزات در شرایط سخت صنعتی عملکردی ایمن و دقیق داشته باشند.

## نمونه عملی از کاربرد ابزار دقیق
در یکی از پالایشگاه‌های جنوب ایران، استفاده از سیستم کنترل توزیع‌شده (DCS) به‌همراه حسگرهای بی‌سیم برای پایش وضعیت واحد تقطیر، موجب افزایش ۱۵ درصدی بهره‌وری و کاهش ۲۰ درصدی میزان خرابی تجهیزات شده است. این پروژه با تکیه بر فناوری‌های شرکت‌هایی مانند Yokogawa و Emerson اجرا شده و به‌عنوان یک نمونه موفق از تحول دیجیتال در صنعت نفت شناخته می‌شود.